# Theys
Theys település Franciaországban, Isère megyében. Lakosainak száma 2014 fő (2022. január 1.). Theys Goncelin, Les Adrets, Hurtières, Crêts-en-Belledonne, Tencin és Le Haut-Bréda községekkel határos.

## Népesség
A település népessége az elmúlt években az alábbi módon változott:
| Lakosok száma | 1257 | 1200 | 1321 | 1855 | 1975 | 1943 | 1961 | 1995 | 2011 | 2014 |
|               | 1968 | 1982 | 1990 | 2006 | 2013 | 2015 | 2017 | 2019 | 2020 | 2022 |